# Instacart
Instacart ist ein US-amerikanisches Internet-Unternehmen mit Hauptsitz in San Francisco, das über eine Website und eine mobile App in 5.500 Städten in den USA und Kanada einen Liefer- und Abholservice für Lebensmittel anbietet. Instacart hat Partnerschaften mit über 350 Einzelhändlern, die über mehr als 25.000 Lebensmittelgeschäfte verfügen, darunter u. a. Albertsons, Aldi, Costco, CVS Health, Kroger, Target Corporation und Walmart. Die Einzelhändler legen auf dem Instacart-Marktplatz einzelne Artikelpreise fest, die meist gleich hoch oder höher als im Geschäft ausfallen.
Bestellungen werden von einem Instacart-Personal Shopper ausgeführt und geliefert, der die Bestellung innerhalb des vom Kunden festgelegten Zeitrahmens auswählt, verpackt und ausliefert – innerhalb einer Stunde oder bis zu fünf Tagen im Voraus. Kunden zahlen mit persönlichen Debit- oder Kreditkarten, Google Pay oder Apple Pay. Für jede erfolgreiche Lieferung bezahlen Kunden eine Gebühr, die für Mitglieder des Lieferdienstes von Instacart auch jährlich oder monatlich entrichtet werden kann. Mit der Instacart-Abholoption können verpackte Bestellungen auch im Geschäft abgeholt werden.

## Geschichte
Instacart wurde 2012 von dem Unternehmer Apoorva Mehta, einem ehemaligen Mitarbeiter von Amazon.com, gegründet. Er war ein Teilnehmer an der Serie Sommer 2012 von Y Combinator, die schließlich zur Gründung von Instacart führte. Bevor er Instacart startete, hatte er bereits 20 gescheiterte Unternehmen gegründet. Der Dienst startete in San Francisco und erhielt für seine Expansion Geld von Wagniskapitalgebern. 2015 wurde der Wert des Unternehmens auf 2 Milliarden US-Dollar geschätzt. 2017 expandierte Instacart nach Kanada. Im Januar 2018 erwarb das Unternehmen die in Toronto ansässige Unata, eine White-Label-Plattform für Lebensmittelhändler, für 65 Millionen Dollar.
Im November 2018 kündigte Instacart die landesweite Ausweitung von Instacart Pickup an, einem Click-and-Collect-Service im Lebensmittelgeschäft, bei dem Benutzer ihre vorverpackten Bestellungen im Lebensmittelgeschäft abholen können.
Von Mitte März bis Mitte April 2020 stellte Instacart über 300.000 weitere Mitarbeiter ein, um den Anstieg der Nachfrage nach Lebensmittellieferungen während der COVID-19-Pandemie zu decken. Daten zeigten einen Anstieg der täglichen Downloads um 218 %. Instacart führte als Reaktion auf die Pandemie auch neue Dienstleistungen ein, darunter eine kontaktlose Zustelloption, Sicherheitspakete und Richtlinien für Käufer sowie neue Richtlinien für den Krankenstand und die Entlohnung der von COVID-19 Betroffenen.
Im Juni 2020 wurde der Wert von Instacart auf 13,7 Milliarden US-Dollar geschätzt. Im August 2020 begann Instacart erstmals in den Vereinigten Staaten mit Walmart zusammenzuarbeiten.
Im September 2023 wurde das Unternehmen durch einen Börsengang (Initial Public Offering) am NASDAQ gelistet. Der Börsengang brachte 660 Millionen Dollar ein und das Unternehmen wurde mit rund 10 Milliarden Dollar bewertete. Der Gründer und langjährige CEO Apoorva Mehta verließ das Unternehmen mit dem Börsengang.

## Kontroversen
Im März 2017 stimmte Instacart der Zahlung von 4,6 Millionen US-Dollar zur Beilegung einer Sammelklage zu, die sich aus der angeblichen Fehleinstufung seiner Personal Shopper als unabhängige Unternehmer ergab. In der Klage wurden 18 Verstöße geltend gemacht, darunter unsachgemäßes Trinkgeld-Pooling und das Versäumnis, den Beschäftigten ihre Geschäftsausgaben zu erstatten.
Im November 2017 beteiligten sich einige Instacart-Beschäftigte an einem Streik, aufgrund Löhnen von ca. einem Dollar pro Stunde. Instacart behauptete, der Streik habe keine Auswirkungen auf seinen Betrieb gehabt. 2019 wurde bekannt, dass Lieferer pro Lieferung Löhne, die nur bei ein bis zwei Dollar (ohne Trinkgeld) lagen, erhalten hatten.